# Amomum spiceum
Amomum spiceum är en enhjärtbladig växtart som beskrevs av Henry Nicholas Ridley. Amomum spiceum ingår i släktet Amomum och familjen Zingiberaceae. Inga underarter finns listade i Catalogue of Life.